# Lee Terry
Lee Raymond Terry, född 29 januari 1962 i Omaha, Nebraska, är en amerikansk republikansk politiker. Han representerade delstaten Nebraskas andra distrikt i USA:s representanthus 1999–2015.
Terry gick i skola i Omaha Northwest High School. Han avlade 1984 kandidatexamen vid University of Nebraska–Lincoln och 1987 juristexamen vid Creighton University.
Kongressledamot Jon Lynn Christensen kandiderade i republikanernas primärval inför guvernörsvalet i Nebraska 1998 och förlorade mot Mike Johanns. Terry vann kongressvalet och efterträdde Christensen i representanthuset i januari 1999. I kongressen profilerade han sig som motståndare till internetpoker. I mellanårsvalet i USA 2014 besegrades Terry av demokraten Brad Ashford. Efter valförlusten har Terry varit verksam som lobbyist.